# Orquesta Nacional de Lyon

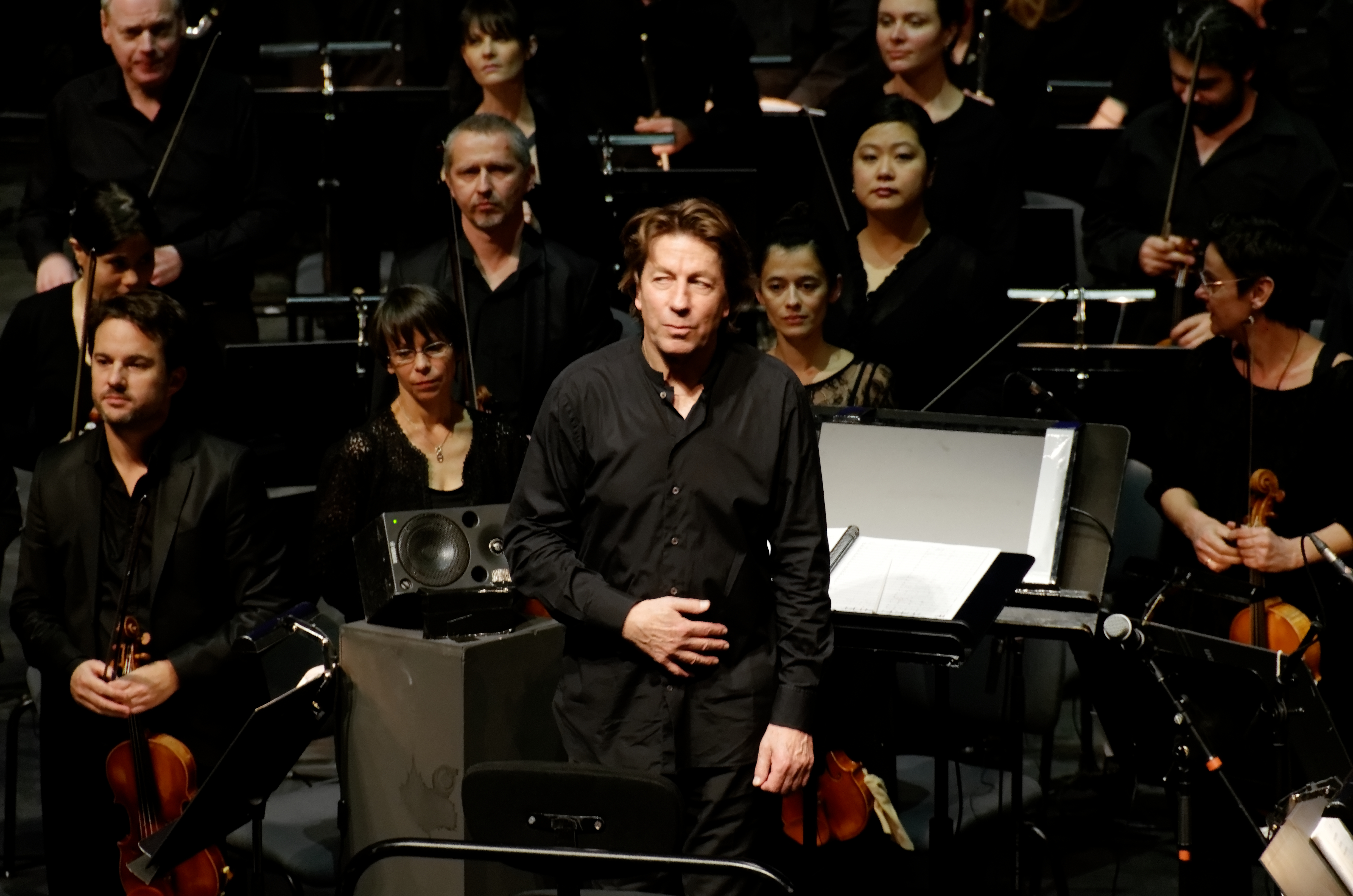
Ernst van Tiel con la Orquesta Nacional de Lyon.

La Orquesta Nacional de Lyon (ONL) (en francés: Orchestre national de Lyon) es una orquesta sinfónica francesa con sede en la ciudad de Lyon. Además de París, Lyon es la única ciudad francesa que acoge dos orquestas sinfónicas: una, la Orquesta Nacional, que es la responsable del repertorio sinfónico, y otra, la Orquesta de la Ópera Nacional de Lyon dirige la temporada de ópera.

## Historia
Precursora de la Orquesta Nacional fue la Société des Grands Concerts de Lyon, creada por Georges Martin Witkowski en 1905. Witkowski había creado previamente la Schola Cantorum de la ciudad junto con Charles Bordes en 1903. Dirigió conciertos de la sociedad desde 1905 hasta 1943. Su hijo, Jean Witkowski, le sucedió entre 1943 y 1953. En 1969, la ciudad de Lyon creó formalmente la orquesta con el nombre de Orchestre Philharmonique Rhône-Alpes, de la que Louis Frémaux fue el primer director musical (1969 a 1971),  con 102 músicos. Después se hizo cargo de la misma Serge Baudo. Durante su mandato (1971-1986) la orquesta se instaló en el Auditorio de Lyon (1975), una sala con más de dos mil butacas y se formó un coro vinculado a la ONL a cargo de Bernard Têtu que permanece en la actualidad (2016). En 1983 la orquesta fue renombrada como Orchestre national de Lyon, su actual denominación. A Baudo le siguió como director musical Emmanuel Krivine (1987 a 2000), después el estadounidense David Robertson (2000 a 2004) que fue también el director artístico del auditorio, al que siguió el alemán Jun Märkl (2004-2011). Hasta 2020, el director titular fue Leonard Slatkin; desde septiembre de ese año, la titularidad de la Orquesta la ocupa Nikolaj Szeps-Znaider.
La orquesta se ha distinguido tanto por un amplio repertorio clásico, como por dar cabida a compositores vivos; también ha destacado en sus giras por Europa, Estados Unidos y Japón. A lo largo de los años la ONL ha realizado distintas grabaciones con varias discográficas, entre las que se encuentran Harmonia Mundi, con la que grabó música de Henri Dutilleux bajo la dirección de Baudo; Naïve, música de Alberto Ginastera y Steve Reich con Robertson; Naxos Records, con la dirección de Märkl de piezas de Claude Debussy y Maurice Ravel y de Slatkin con música de Ravel y de Saint-Saëns; o con el sello Altus Records bajo la batuta de Märkl, la grabación en vivo de la Novena Sinfonía de Beethoven y la Tercera Sinfonía de Mahler.